# Jean Bertaut

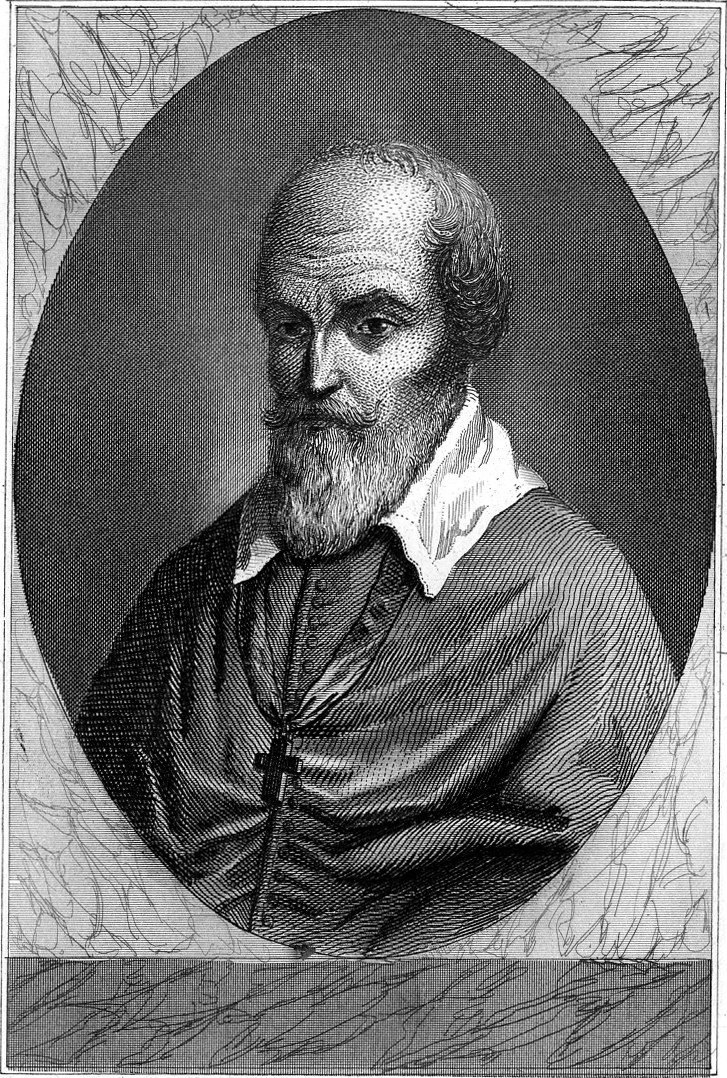
Jean Bertaut.

Jean Bertaut, född 1552 i Caen, död den 8 juni 1611 i Séez, var en fransk skald och biskop. 
Bertaut imiterade i sin diktning Ronsard, men skrev med mer smak och mjukhet än denne. Emellanåt framlyser hos Bertaut ett visst djup i känslan. Hans dikter omfattar psalmer i gammaltestamentlig stil, erotiska verser, elegier, epistlar, visor, sonetter med mera. Hans Oeuvres utgavs bland annat 1620. 